# Tat'jana Gureckaja
Tat'jana Gureckaja (25 gennaio 1904 – 21 ottobre 1983) è stata un'attrice sovietica.

## Filmografia parziale

### Attrice
- Due autoblindo (1928)
- L'ammutinamento (1928)
- Vstrečnyj (1932)

## Premi
- Artista onorato della RSFSR